# Marché aux poissons du Vieux-Port de Marseille
Pour les articles homonymes, voir Marché aux poissons et Vieux-Port de Marseille.
Le marché aux poissons du Vieux-Port de Marseille est un petit marché aux poissons composé d'une dizaine de stands situé au milieu du quai de la Fraternité, à la sortie de l'arrêt « Vieux-Port » de la ligne M1 du métro. 
Depuis Marseille-Provence 2013 capitale européenne de la culture, le marché aux poissons est partiellement couvert par l'Ombrière du Vieux-Port de Marseille, un immense plafond-miroir réfléchissant l'activité du quai.

## Histoire
Installé de 1909 à 1976 sur le quai de Rive Neuve dans des halles transformées aujourd'hui en un théâtre national dénommé La Criée, Théâtre National de Marseille, le marché aux poissons de Marseille a été déplacé depuis au port de Saumaty, à proximité de l'Estaque. 
Seul ce petit marché aux poissons subsiste encore de l'intense activité piscicole marseillaise d'antan.

## Activité
Tous les jours, de 7 h 30 à 13 h, au milieu du quai de la Fraternité, à la sortie de l'arrêt « Vieux-Port » de la ligne M1 du métro, une dizaine de pêcheurs artisanaux débarquent sur le quai leurs poissons pêchés durant la nuit aux alentours du vieux port, des îles du Frioul et des calanques avec leurs barquettes marseillaises.

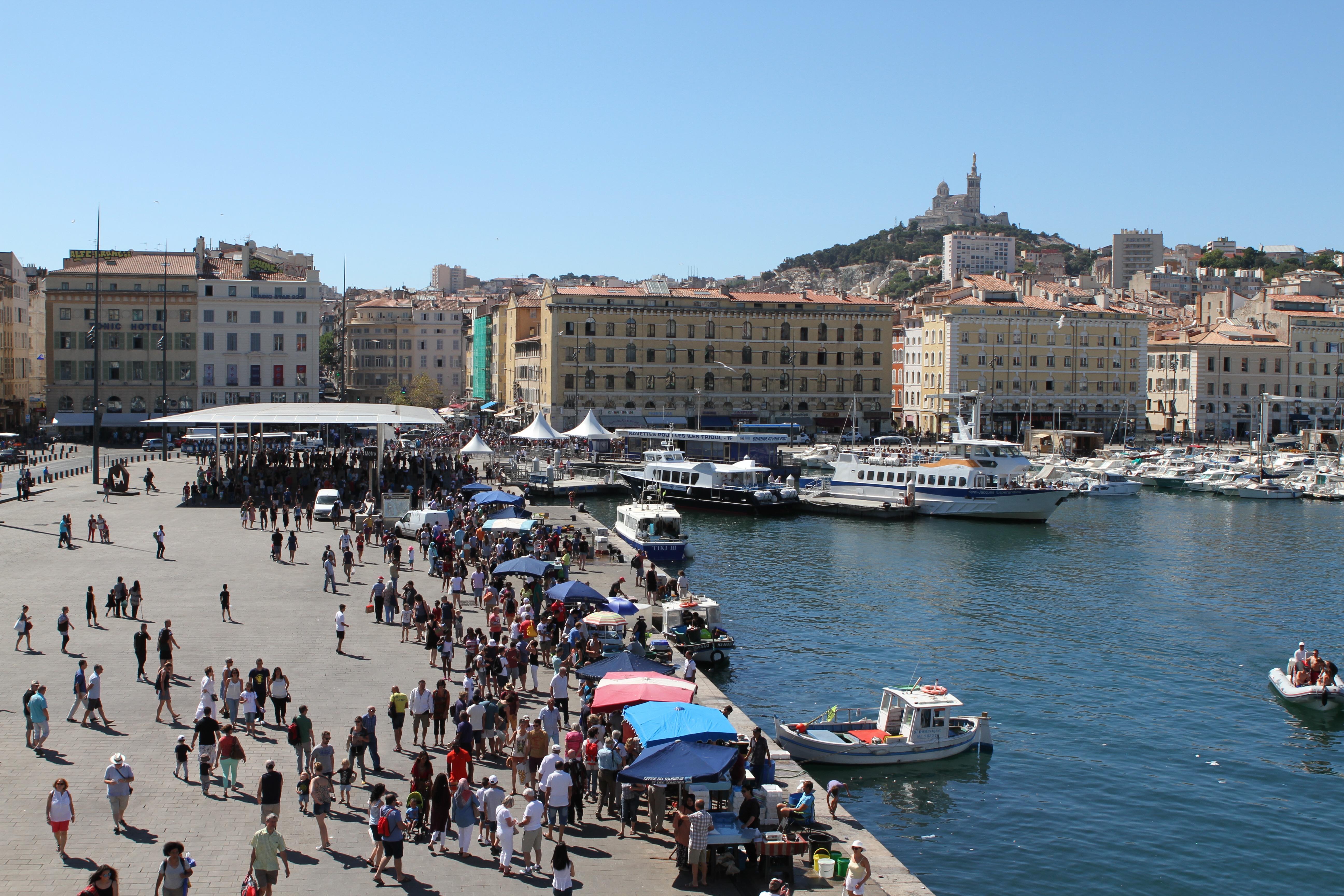
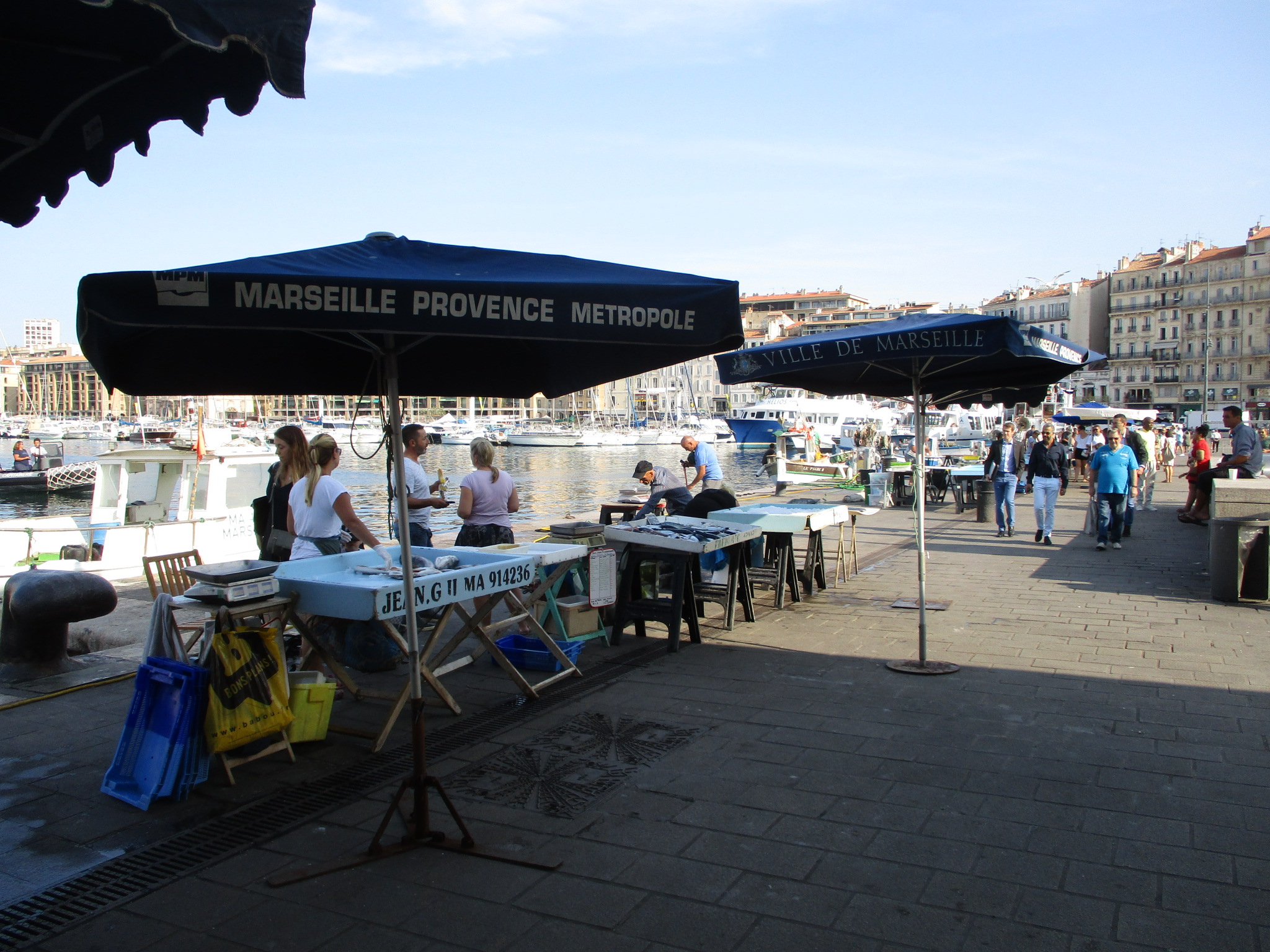

## Espèces les plus pêchées
Les poissons sont vendus à la criée au tout-venant, dans une ambiance typiquement marseillaise, avec selon arrivages : rascasse, rouget, vive, merlan, grondin rouge, mostelle, sardine, anchois, morue, dorade, loup-bar, maquereau, mulet, vieille, sole, saint-pierre, pageot, lotte, turbot, sar, congre, mérou, murène, anguille, thon, poulpe, cigales de mer, langouste, homard, gambas, oursin... 
Certains restaurants du vieux port et du bord de mer les proposent sur leur carte de cuisine marseillaise, grillés à l'huile d'olive, ou en sardinade, anchoïade, aïoli garni, soupe de poisson ou bouillabaisse.

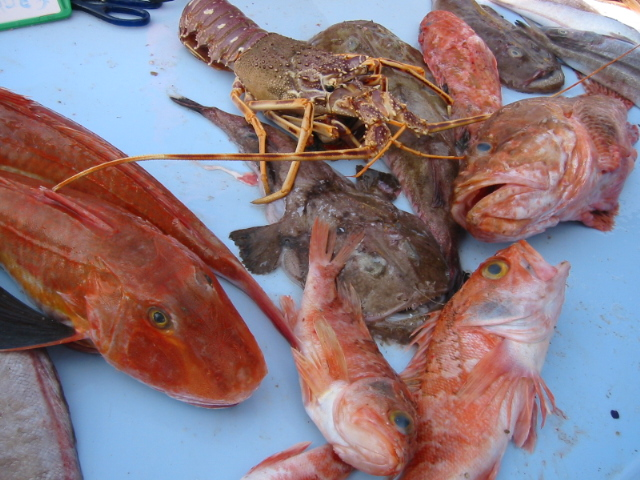
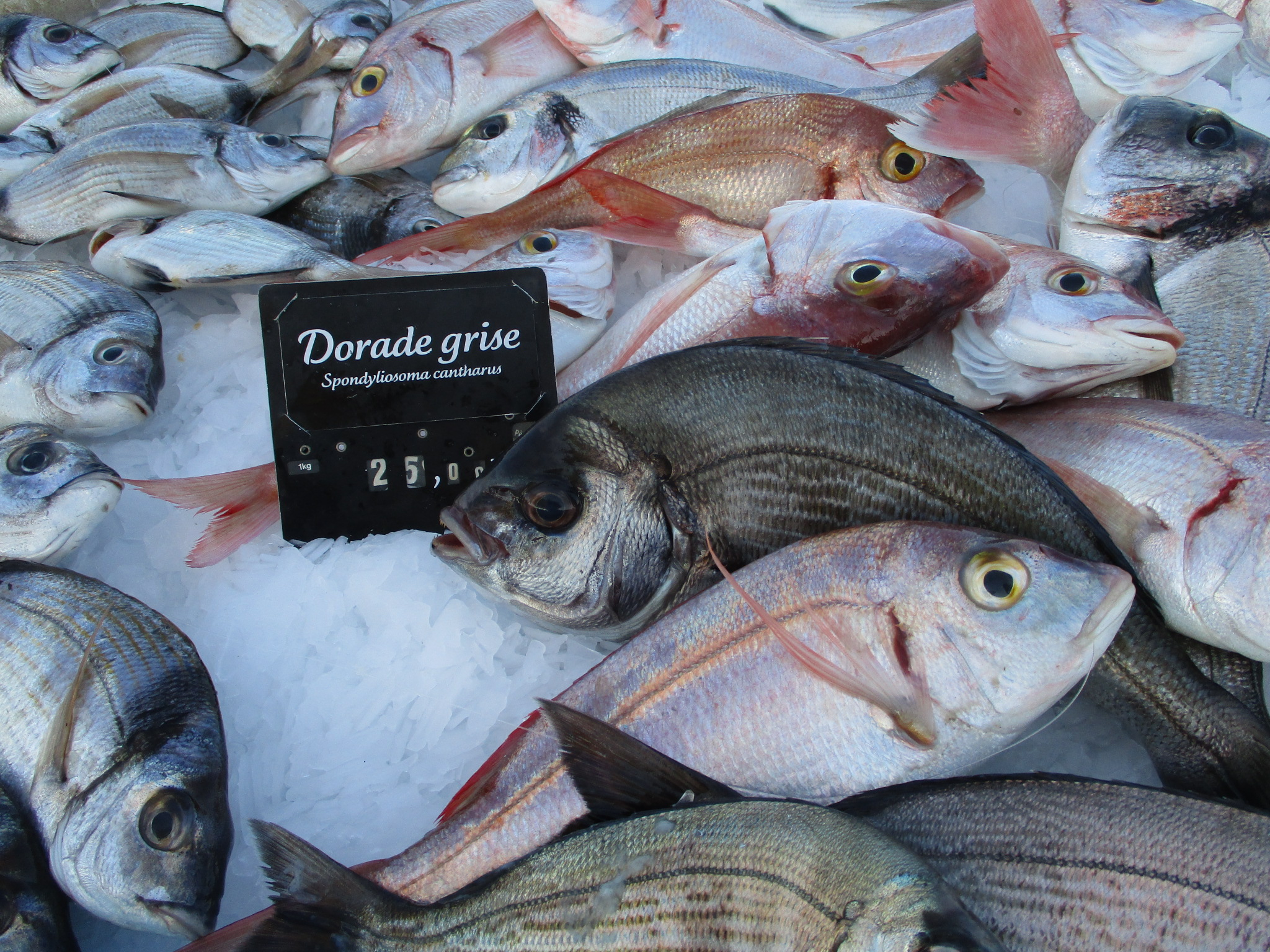
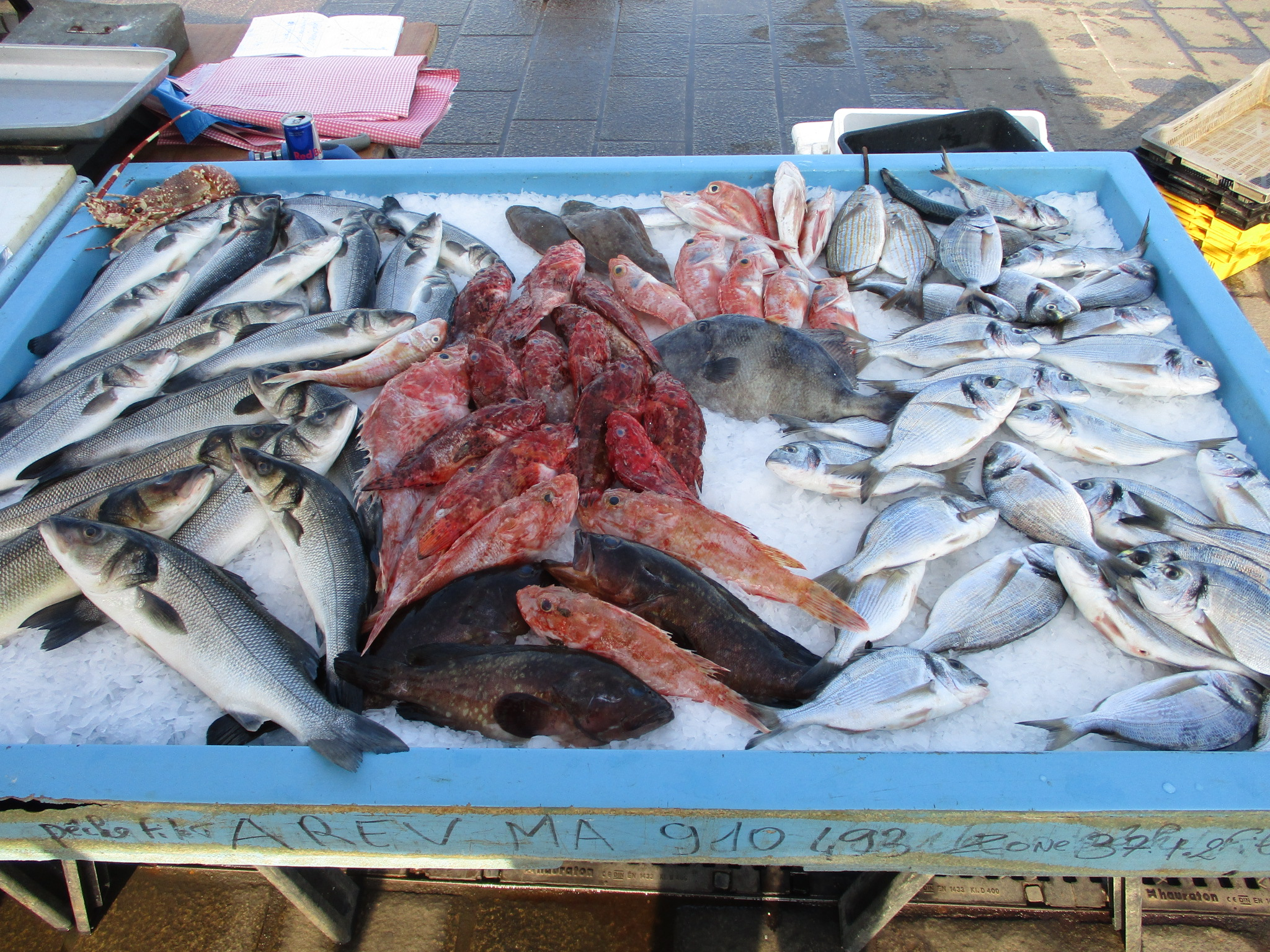
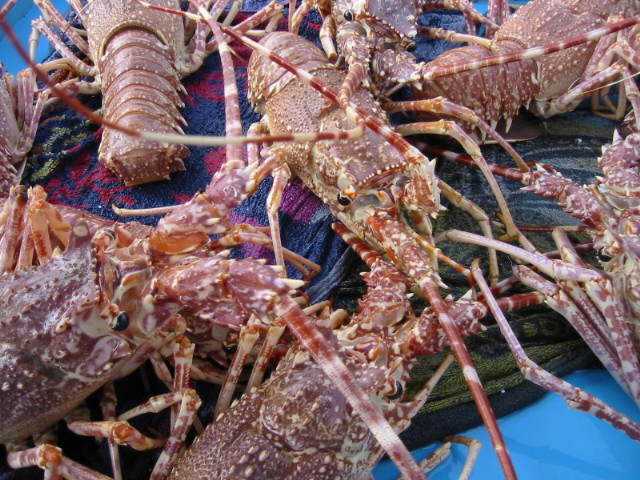